# Subotica
Subotica (AFI: [suˈbotitsa], en serbocroata: Суботица / Subotica, en húngaro: Szabadka, en alemán: Maria-Theresiopel /Theresiopel, en rumano: Subotița) es una ciudad y municipio del norte de Serbia. Es la capital del distrito de Bačka del Norte, en la provincia autónoma de Voivodina, y se ubica a diez kilómetros de la frontera con Hungría.
En 2011, el municipio tenía una población de 141 554 habitantes, de los cuales 97 910 vivían en la propia ciudad y el resto repartidos en 18 pedanías.

## Demografía
Antiguamente la ciudad más grande de la región de Voivodina, la actual Subotica es la segunda ciudad en importancia de la provincia, detrás de la capital de la misma, Novi Sad. También es la quinta ciudad más grande de Serbia (excluyendo Pristina, capital autoproclamada de Kosovo), y después de Belgrado, Novi Sad, Niš y Kragujevac. 
Es una ciudad multiétnica y su población está compuesta por húngaros (34,99 %), serbios (27,85 %), buñevcis (10,87 %) y croatas (10.43 %) como los grupos étnicos más grandes. La población asciende a 148 401 según el censo de 2002. Es el centro administrativo del distrito Bačka del Norte. La mayoría de su población es húngara y hasta 1918 formó parte del Imperio austrohúngaro, periodo en el que tuvo su mayor esplendor. En el Reino de los Serbios, Croatas y Eslovenos era la tercera ciudad en población tras Belgrado y Zagreb pero perdió importancia con los años.

## Toponimia
A lo largo de la historia la ciudad ha recibido cerca de doscientos nombres diferentes. La razón por la cual esto ha sucedido es la gran cantidad de pueblos distintos que la ciudad ha acogido desde la Edad Media. Todos ellos escribieron sobre ella, asignando un nombre en sus propios idiomas, que, por supuesto, no tuvieron una forma exacta de ser escritos hasta los tiempos modernos. 
El nombre más temprano conocido de la ciudad fue Zabadka o Zabatka, que data de 1391. El cual es una variante del actual nombre húngaro de la ciudad, Szabadka. El nombre húngaro de la ciudad está derivado de la palabra szabad, cuyo significado es "libre", y del sufijo -ka, el cual es un diminutivo afectuoso. Así, la primera denominación de Subotica significa, por lo tanto, algo como "pequeño" o "querido", y "lugar libre". Según otras versiones, el nombre medieval de Zabatka, podría derivar de la palabra sudeslava zabat, que describe partes de las casas panonias eslavas.

## Pedanías
El término municipal de la ciudad de Subotica comprende, además de la propia Subotica, la villa de Palić (en húngaro: Palics) y los siguientes 17 pueblos, que se muestran con el nombre en húngaro entre paréntesis:
- Bački Vinogradi (Bácsszőlős)
- Bačko Dušanovo (Zentaörs)
- Bajmok (Bajmok)
- Bikovo (Békova)
- Čantavir (Csantavér)
- Donji Tavankut (Alsótavankút)
- Đurđin (Györgyén)
- Gornji Tavankut (Felsőtavankút)
- Hajdukovo (Hajdújárás)
- Kelebija (Alsókelebia)
- Ljutovo (Mérges)
- Mala Bosna (Kisbosznia)
- Mišićevo (Hadikörs)
- Novi Žednik (Újnagyfény)
- Stari Žednik (Nagyfény)
- Šupljak (Ludas)
- Višnjevac (Meggyes)

## Clima
| Parámetros climáticos promedio de Subotica (Elevation: 109 m (358 ft)) | Parámetros climáticos promedio de Subotica (Elevation: 109 m (358 ft)) | Parámetros climáticos promedio de Subotica (Elevation: 109 m (358 ft)) | Parámetros climáticos promedio de Subotica (Elevation: 109 m (358 ft)) | Parámetros climáticos promedio de Subotica (Elevation: 109 m (358 ft)) | Parámetros climáticos promedio de Subotica (Elevation: 109 m (358 ft)) | Parámetros climáticos promedio de Subotica (Elevation: 109 m (358 ft)) | Parámetros climáticos promedio de Subotica (Elevation: 109 m (358 ft)) | Parámetros climáticos promedio de Subotica (Elevation: 109 m (358 ft)) | Parámetros climáticos promedio de Subotica (Elevation: 109 m (358 ft)) | Parámetros climáticos promedio de Subotica (Elevation: 109 m (358 ft)) | Parámetros climáticos promedio de Subotica (Elevation: 109 m (358 ft)) | Parámetros climáticos promedio de Subotica (Elevation: 109 m (358 ft)) | Parámetros climáticos promedio de Subotica (Elevation: 109 m (358 ft)) |
| Mes                                                                    | Ene.                                                                   | Feb.                                                                   | Mar.                                                                   | Abr.                                                                   | May.                                                                   | Jun.                                                                   | Jul.                                                                   | Ago.                                                                   | Sep.                                                                   | Oct.                                                                   | Nov.                                                                   | Dic.                                                                   | Anual                                                                  |
| ---------------------------------------------------------------------- | ---------------------------------------------------------------------- | ---------------------------------------------------------------------- | ---------------------------------------------------------------------- | ---------------------------------------------------------------------- | ---------------------------------------------------------------------- | ---------------------------------------------------------------------- | ---------------------------------------------------------------------- | ---------------------------------------------------------------------- | ---------------------------------------------------------------------- | ---------------------------------------------------------------------- | ---------------------------------------------------------------------- | ---------------------------------------------------------------------- | ---------------------------------------------------------------------- |
| Temp. máx. media (°C)                                                  | 1.7                                                                    | 5.1                                                                    | 11.2                                                                   | 17.1                                                                   | 22.3                                                                   | 25.3                                                                   | 27.4                                                                   | 27                                                                     | 23.4                                                                   | 17.6                                                                   | 9.5                                                                    | 3.8                                                                    | 15.9                                                                   |
| Temp. mín. media (°C)                                                  | -4.8                                                                   | -2.5                                                                   | 0.9                                                                    | 5.5                                                                    | 10.3                                                                   | 13.4                                                                   | 14.4                                                                   | 13.9                                                                   | 10.4                                                                   | 5.6                                                                    | 1.7                                                                    | -2.1                                                                   | 5.6                                                                    |
| Precipitación total (mm)                                               | 27.9                                                                   | 25.4                                                                   | 27.9                                                                   | 40.6                                                                   | 50.8                                                                   | 71.1                                                                   | 50.8                                                                   | 55.9                                                                   | 33                                                                     | 25.4                                                                   | 40.6                                                                   | 40.6                                                                   | 490.2                                                                  |
| Fuente: Weather Channel                                                |                                                                        |                                                                        |                                                                        |                                                                        |                                                                        |                                                                        |                                                                        |                                                                        |                                                                        |                                                                        |                                                                        |                                                                        |                                                                        |

## Ciudades hermanadas
- Elche, España
- Odorheiu Secuiesc, Rumania
- Akron, Estados Unidos
- Baja, Hungría
- Budapest, Hungría
- Dunajská Streda,  Eslovaquia
- Izola, Eslovenia
- Kanjiža, Serbia
- Kecskemét, Hungría
- Kiskunhalas, Hungría
- Múnich, Alemania
- Namur, Bélgica
- Olomouc, República Checa
- Osijek, Croacia
- Szeged, Hungría
- Tilburgo, Países Bajos
- Turku, Finlandia
- Ulm, Alemania
- Wolverhampton, Inglaterra
- Zirc, Hungría

## Ciudadanos famosos
- Danilo Kiš (1935-1989), escritor serbio.
- Davor Štefanek, deportista serbio, campeón olímpico de lucha grecorromana.
- Marko Dmitrović, portero de fútbol, jugador del Sevilla Fútbol Club.